# ج
ج‎(아랍어: ﺟﻴﻢ 짐[*])은 아랍 문자의 다섯번째 글자로, 음가는 유성 후치경 파찰음 /ʤ/이다.
페니키아 문자 에서 이어진 문자 중 하나로, 히브리 문자 ג‏, 아람 문자 Gāmal , 시리아 문자 Gāmal ܓ, 그리스 문자 Γ, 로마자 G, 키릴 문자 Г에 대응하는 문자이다.
ح‎에 점을 하나 추가한 형태이며, '낙타'를 뜻하는 جمل 자말[*]의 첫자이다.
| 단어에서의 위치: | 독립형 | 어미형 | 어중형 | 어두형 |
| ---------------- | ------ | ------ | ------ | ------ |
| 문자 형태:       | ج‎      | ـج‎     | ـجـ‎    | جـ‎     |

## 발음
본래 이 글자의 위치는 계통적으로는 유성 연구개 파열음(/ɡ/)이 해당되나, 현대 표준 아랍어를 비롯하여 많은 아랍어 방언에서는 구개음화가 적용되어 /dʒ/으로 발음된다. 이집트 방언 등에서 /ɡ/ 로 발음이 유지되고 있다.
한편, 아랍어에는 유성음 /dʒ/ 에 대응하는 무성음 /tʃ/가 존재하지 않으나, 해당 발음이 존재하는 페르시아어에서는 이를 표기하기 위해 ج‎ 에 점을 둘 더 늘린 چ‎를 사용한다.
아랍어에서 /ɡ/ 발음의 외래어를 표기하기 위해서는 통상 غ‎ (ɣ) 을 대신 사용한다. 한편, 페르시아어 등지에서는 /ɡ/ 의 표기를 위해 ك‎ (/k/)에서 파생된 گ‎를 사용한다. 한편, 파슈토어 등지에서는 /ɡ/ 의 표기를 위해 ك‎ (/k/)에서 파생된 ګ‎를 사용한다.

## 부호위치
| 문자 | 유니코드 | 설명        | 문자 참조       |  |
| ---- | -------- | ----------- | --------------- |  |
| ج    | U+062C   | 짐          | &#x62C; &#1580; |  |
| ځ    | U+0681   | 파슈토어 dz | &#x681; &#1665; |  |
| ڂ    | U+0682   | 코와르어 dʐ | &#x682; &#1666; |  |
| ڃ    | U+0683   | 신드어 ñ    | &#x683; &#1667; |  |
| ڄ    | U+0684   | 신드어 ʄ    | &#x684; &#1668; |  |

## 같이 보기
- 아랍 문자
  - ح‎
  - خ‎
- 페르시아 문자
  - چ‎